# デンデラ神殿複合体
座標: 北緯26度8分30秒 東経32度40分13秒 / 北緯26.14167度 東経32.67028度
デンデラ神殿複合体（デンデラしんでんふくごうたい、英語: Dendera Temple complex, 古代エジプト語: イウネト Iunet またはタンテレ Tantere、ギリシア語: テンティリス Tentyris、19世紀の英語の綴り字はベルツォーニを含むほとんどの資料においてテンティラ Tentyra であった）は、エジプト、デンデラの南東約2.5kmに位置する。それはエジプトで最もよく保存された神殿複合体の1つである。その地域はアビドスの南、上エジプトの第6のノモスとされた。

## 概要

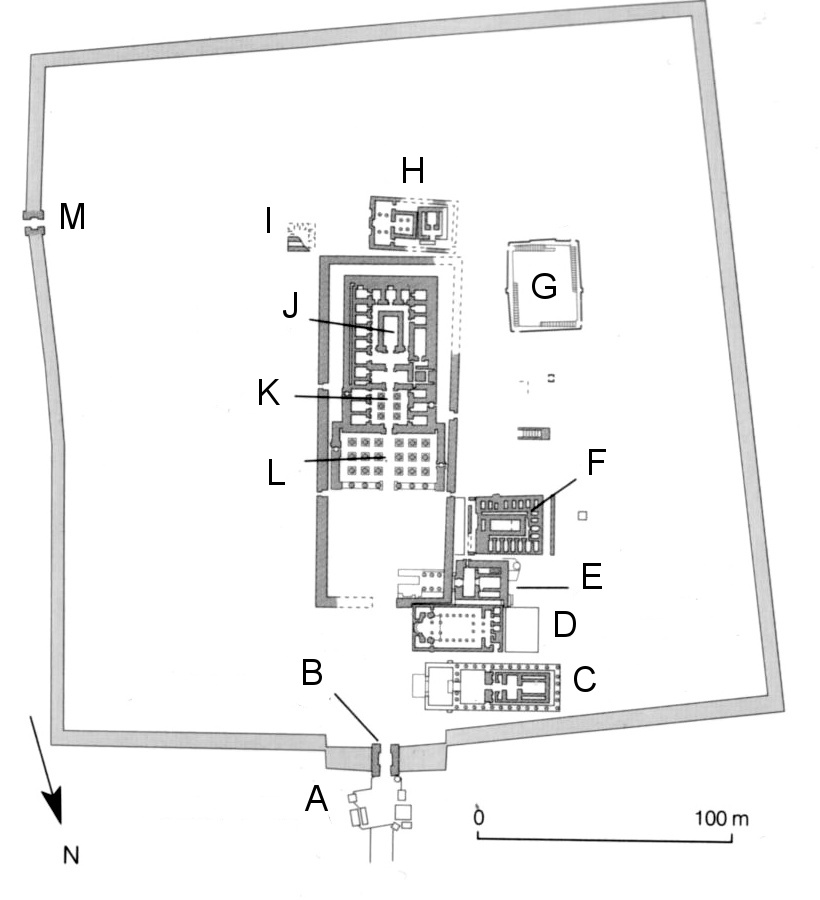
デンデラ神殿複合体平面図

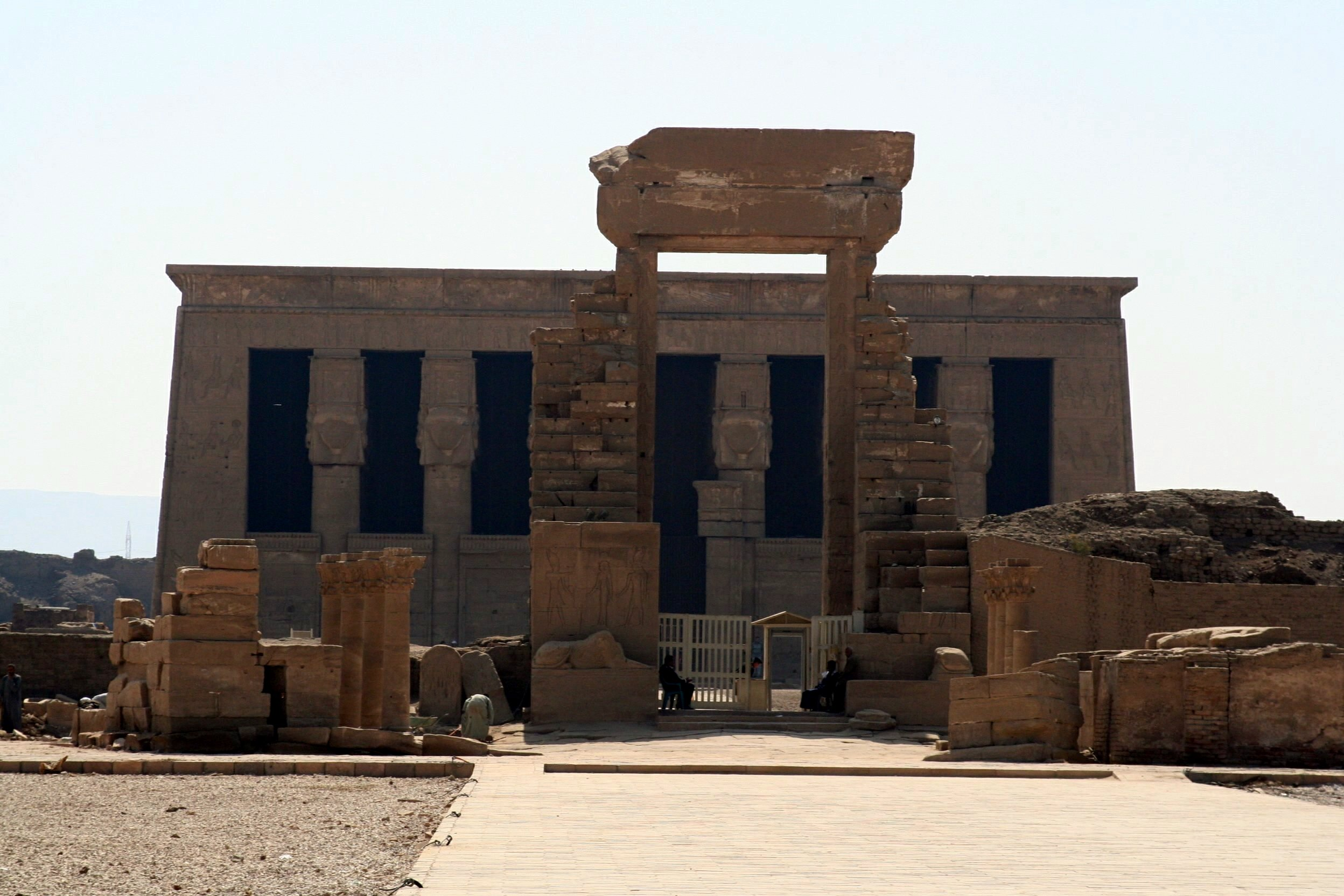
デンデラ神殿複合体入口（ローマ時代の門、北門）

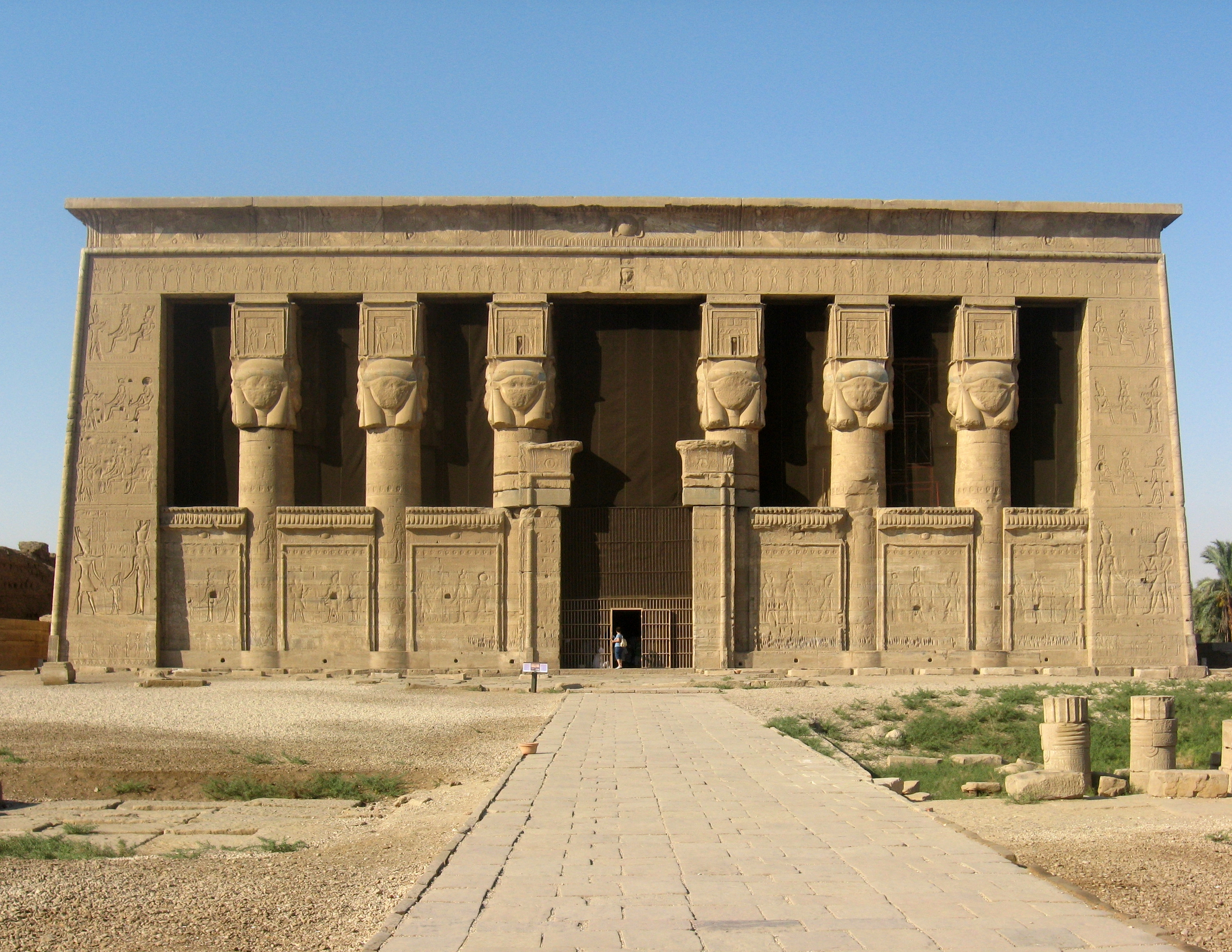
ハトホル神殿

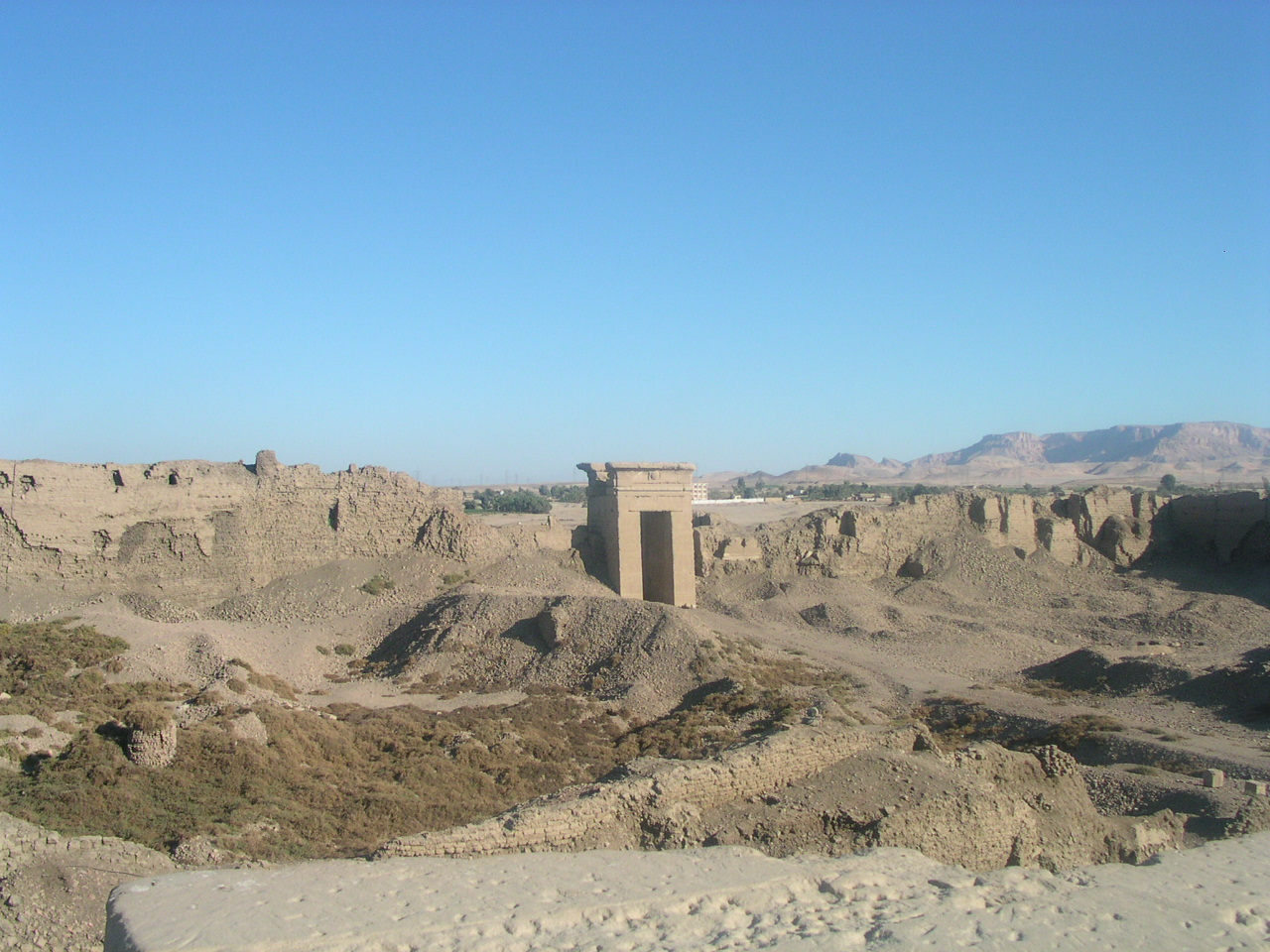
泥レンガの周壁と東門

複合体は全体として約4万平方メートルに広がり、大きな泥レンガの周壁に囲まれる。デンデラは、古代エジプト史の始めから礼拝堂ないし祠堂のための領域であった。第6王朝（紀元前2345-2181年頃）のファラオ、ペピ1世（紀元前2321-2287年頃）がこの領域を築き、そして第18王朝（紀元前1550-1295年頃）には神殿の存在した証拠がみられ、紀元前1450年頃には再建されていたと考えられる。しかし、今日の複合遺跡に現存する最古の建物は、ネクタネボ1世（紀元前380-362年）によって造られた誕生殿である。

### 複合体の主な遺跡
A. ローマ時代のキオスク (Roman Kiosk)
B. ドミティアヌスとトラヤヌスの門 (Gateways of Domitian & Trajan) - 北門
C. ローマ時代の誕生殿 (Roman Mammisi)
D. コプト教会 (Coptic Church) - キリスト教のバシリカ (Christian Basilica)
E. ネクタネボ1世の誕生殿 (Mammisi of Nectanebo I) - プトレマイオス朝時代の誕生殿
F. 療養所（サナトリウム、Sanatorium)
G. 聖池 (Sacred Lake)
H. イシス誕生神殿 (Temple of the birth of Isis)
I. 井戸 (Well)
ハトホル神殿 (Hathor Temple) - 主神殿
J. 至聖所 (Sanctuary)
K. 列柱室 (Hypostyle Hall) - 第2列柱室
L. 大列柱室 (Great Hypostyle Hall) - 第1列柱室
泥レンガ周壁 (Mud Brick Enclosed Wall)
M. 東門 (East Gate)

## ハトホル神殿

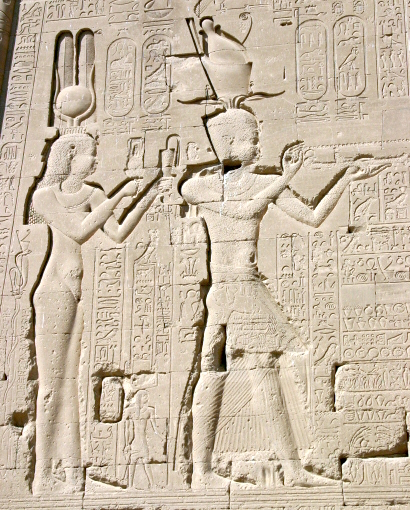
クレオパトラ7世と息子カエサリオンのレリーフ

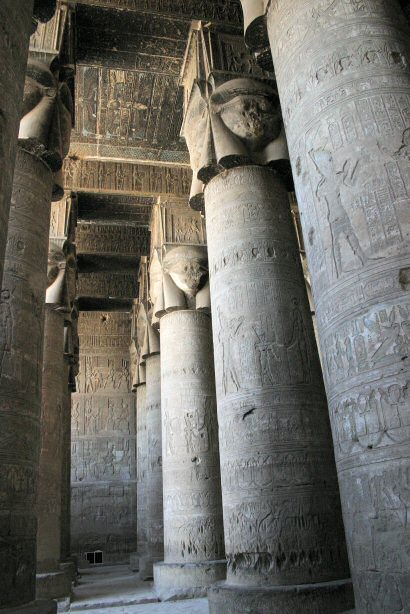
ハトホル列柱室

複合体で際立つ建造物が主神殿、すなわちハトホル神殿である（歴史的にテンティラの神殿、Temple of Tentyra 〈デンデラ神殿〉と呼ばれる）。神殿は、はるか中王国時代（紀元前2055-1650年頃）より始まり、同じ場所で改修されて、まさにローマ皇帝トラヤヌス（紀元後98-117年）の時代まで存続した。現存する構造は遅くともプトレマイオス朝時代（紀元前332-32年）の後期までには建造された。ハトホルに捧げられた神殿は、全エジプトで最も保存状態の良い神殿の1つである。その後の追加はローマ（支配）時代（紀元前30-紀元後395年）に加えられた。
神殿の壁に見られるクレオパトラ7世（紀元前51-30年）の描写は、プトレマイオス朝のエジプト芸術の好例である。人物はクレオパトラと彼女の息子カエサリオン（紀元前44-30年）を表す。神殿外側の後部に、そのクレオパトラ7世フィロパトルと、彼女の息子で、父親がガイウス・ユリウス・カエサルであるプトレマイオス15世（カエサリオン）の彫刻がある。

### 神殿の構成

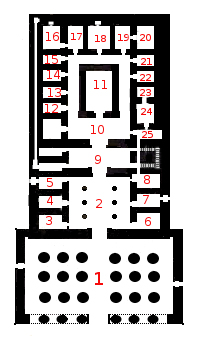
ハトホル神殿平面図

1. 大列柱室 (Large Hypostyle Hall) - 第1列柱室
2. 第2列柱室 (Second, Small Hypostyle Hall) - 副室、出御の間
3. 香の実験室 (Laboratory)
4. 保管庫 (Storage Magazine)
5. 供物の入口 (Offering Entry)
6. 宝物庫 (Treasury)
7. 井戸への出口 (Exit to Well)
8. 階段吹き抜けへの出入口 (Access to Stairwell)
9. 供物の間 (Offering Hall) - 第1前室
10. 九柱神の間 (Hall of the Ennead) - 第2前室
11. 至聖所 (Great Seat 〈Central Shrine〉, Main Sanctuary)
12. デンデラのノームの祠堂 (Shrine of the Nome of Dendera)
13. イシスの祠堂 (Shrine of Isis)
14. ソカルの祠堂 (Shrine of Sokar)
15. ハルソムトゥス（ホルス）の祠堂 (Shrine of Harsomtus)
16. ハトホルのシストルムの祠堂 (Shrine of Hathor's Sistrum)
17. 下エジプトの神々の祠堂 (Shrine of gods of lower Egypt)
18. ハトホルの祠堂 (Shrine of Hathor)
19. ラーの謁見の祠堂 (Shrine of the Throne of Rê)
20. ラーの祠堂 (Shrine of Rê)
21. メナト首飾りの祠堂 (Shrine of Menat collar)
22. イヒの祠堂 (Shrine of Ihy)
23. 清らかな場所 (The Pure Place)
24. 第1饗宴所 (Court of the First Feast)
25. 通路 (Passage)
(26.) 屋上への階段 (Staircase to Roof)

### 大列柱室
内部18本のハトホル柱が立つ大列柱室は、1世紀、ティベリウス（14-37年）により増築されたものである。大列柱室への入口正面は、下部が壁として造られ、円柱の上部四面にハトホルの顔が彫られた柱間壁により形成されている。

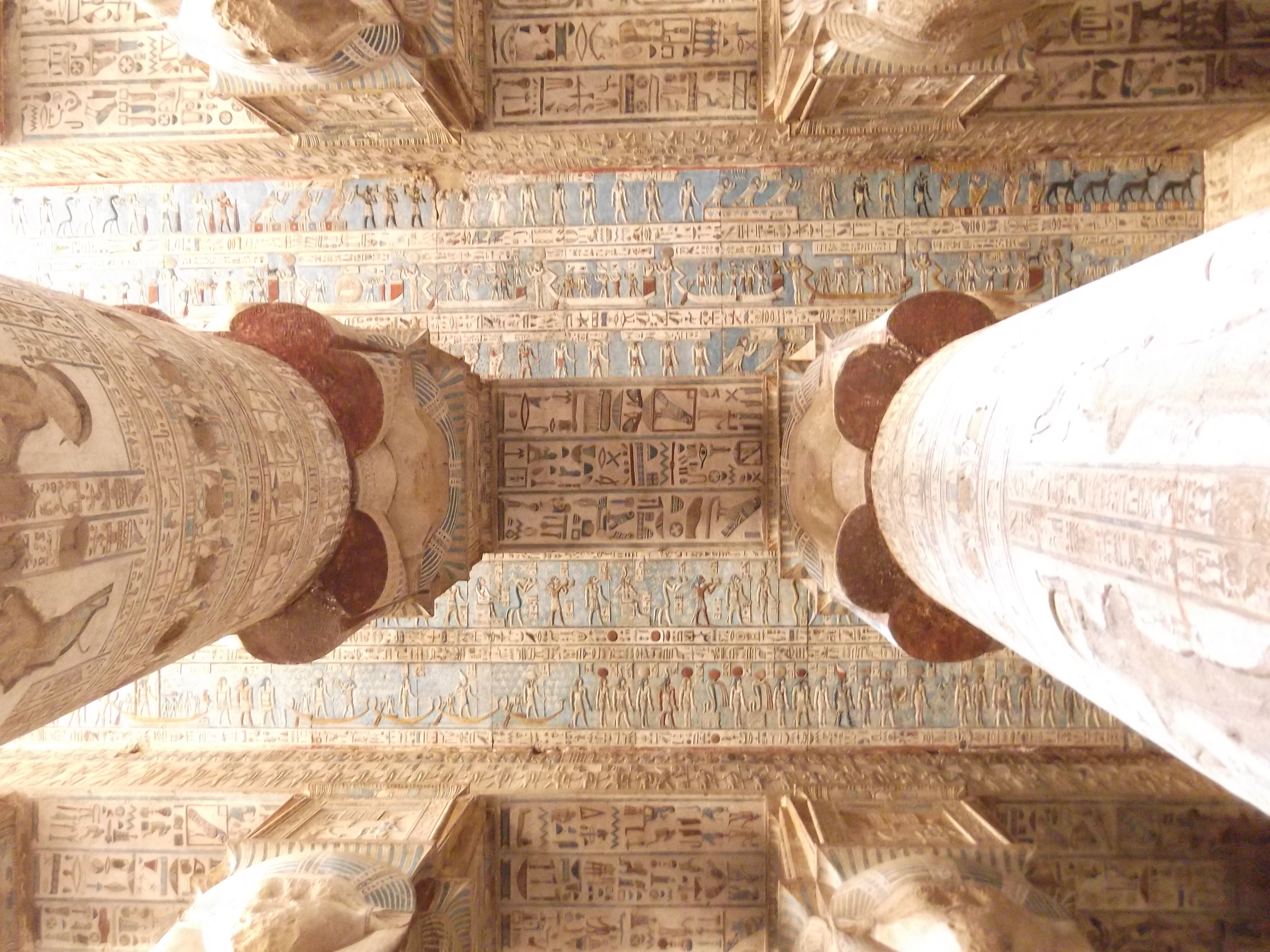
ハトホル神殿、大列柱室の天井画

### 天井画
ハトホル神殿の天井は近年、その裏側にあった古代の塗装を痛めることなく、数百年間の黒いすすが慎重なやり方で取り除かれてきれいにされている。この清掃の結果、壮大な天井画が大列柱室に出現し、古代にさかのぼる最も鮮やかで多彩な色彩画のいくつかを現在に見せている。

### デンデラの黄道帯

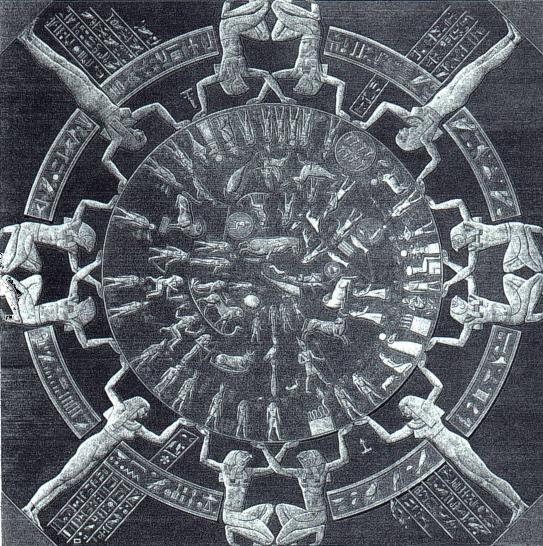
デンデラの黄道帯

デンデラの黄道帯（十二宮）の彫刻は、後期のギリシャ・ローマ風神殿で見つかったレリーフとして広く知られ、金牛宮（おうし座）や天秤宮（てんびん座）などの形象を含んでいる。屋上にあるオシリスの小祠堂の前室天井にあったこのレリーフは、ナポレオンのエジプト遠征の間に素描が作成され、そして1820年には天井から取り外されて、現在はルーヴル美術館にある。遺跡内のその天井部分には複製が備えられている。プトレマイオス朝のものとしたシャンポリオンの推測が、天文学的配置からも正しいことが分かり、エジプト学者は現在、紀元前初世紀に年代を定めている。

### ネクロポリスと地下室
デンデラのネクロポリスは一連のマスタバ墓である。ネクロポリスの年代は、 初期王朝時代（紀元前3100-2686年頃）、古王国時代（紀元前2686-2181年頃）からエジプト第1中間期（紀元前2181-2055年頃）にわたる。ネクロポリスは、西の丘の東端および北の平野の向こうに続く。地下のハトホル神殿の霊廟は合計12部屋ある。いくつかのレリーフは、プトレマイオス12世・ネオス・ディオニソス（紀元前80-51年）の支配の後半の年代に始まる。伝承によれば地下聖堂は、器や神聖な像の保管のために使用された。「炎室」 "Flame Room" の床に開いた穴は、その中で保存される壁の彫像がある狭い部屋に通じる。第2の部屋では、レリーフは第6王朝のペピ1世（フィオス、Phiops）を描く。彼はハトホルの4つの彫像でイヒ（ハトホル女神の子）の小彫像を守っている。「謁見の間」 "Throne room" から達する地下室では、プトレマイオス12世が神のために宝飾品や供物を持っている。

### デンデラの電球

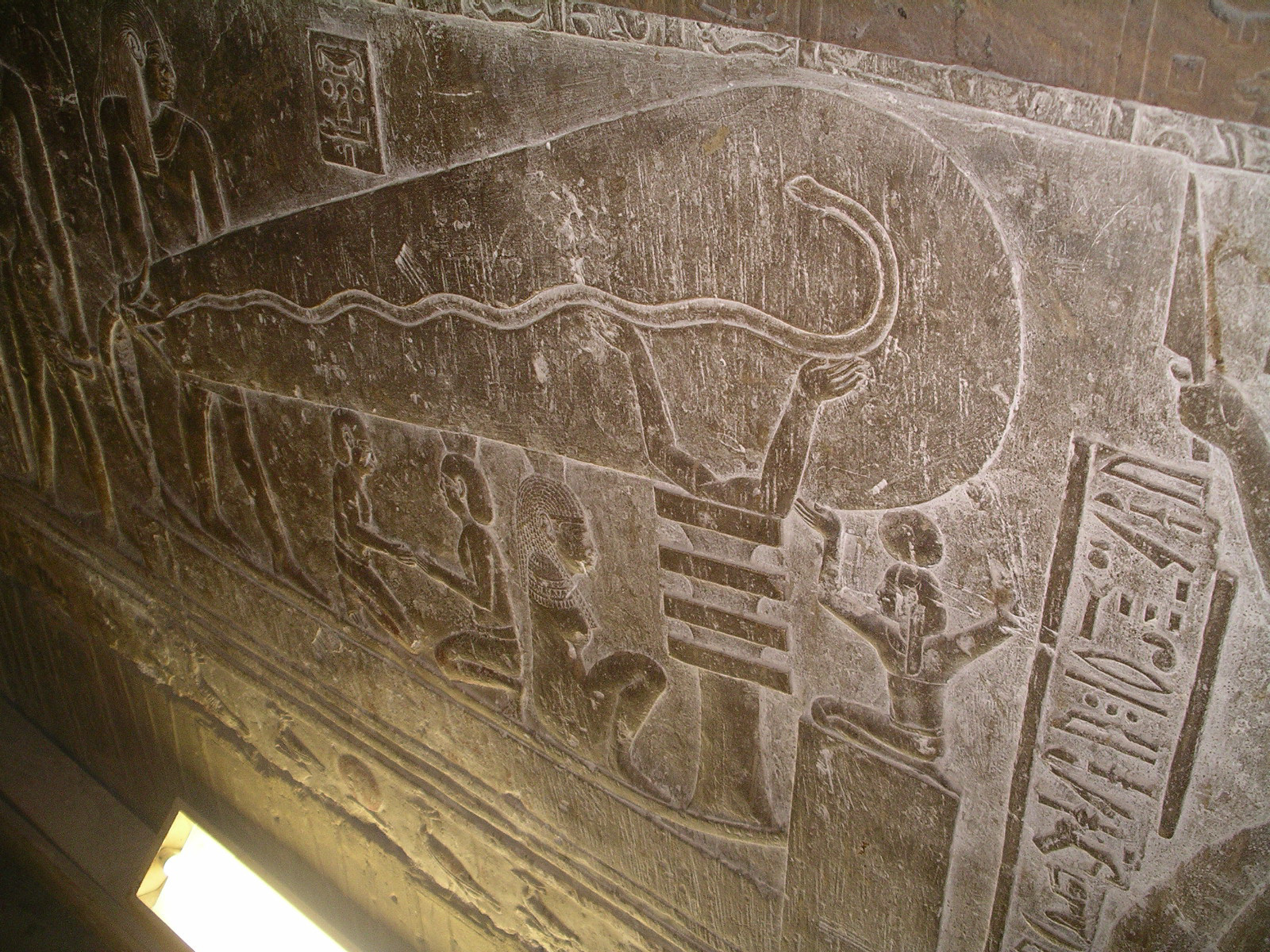
地下室にあるデンデラの電球のレリーフの1つ

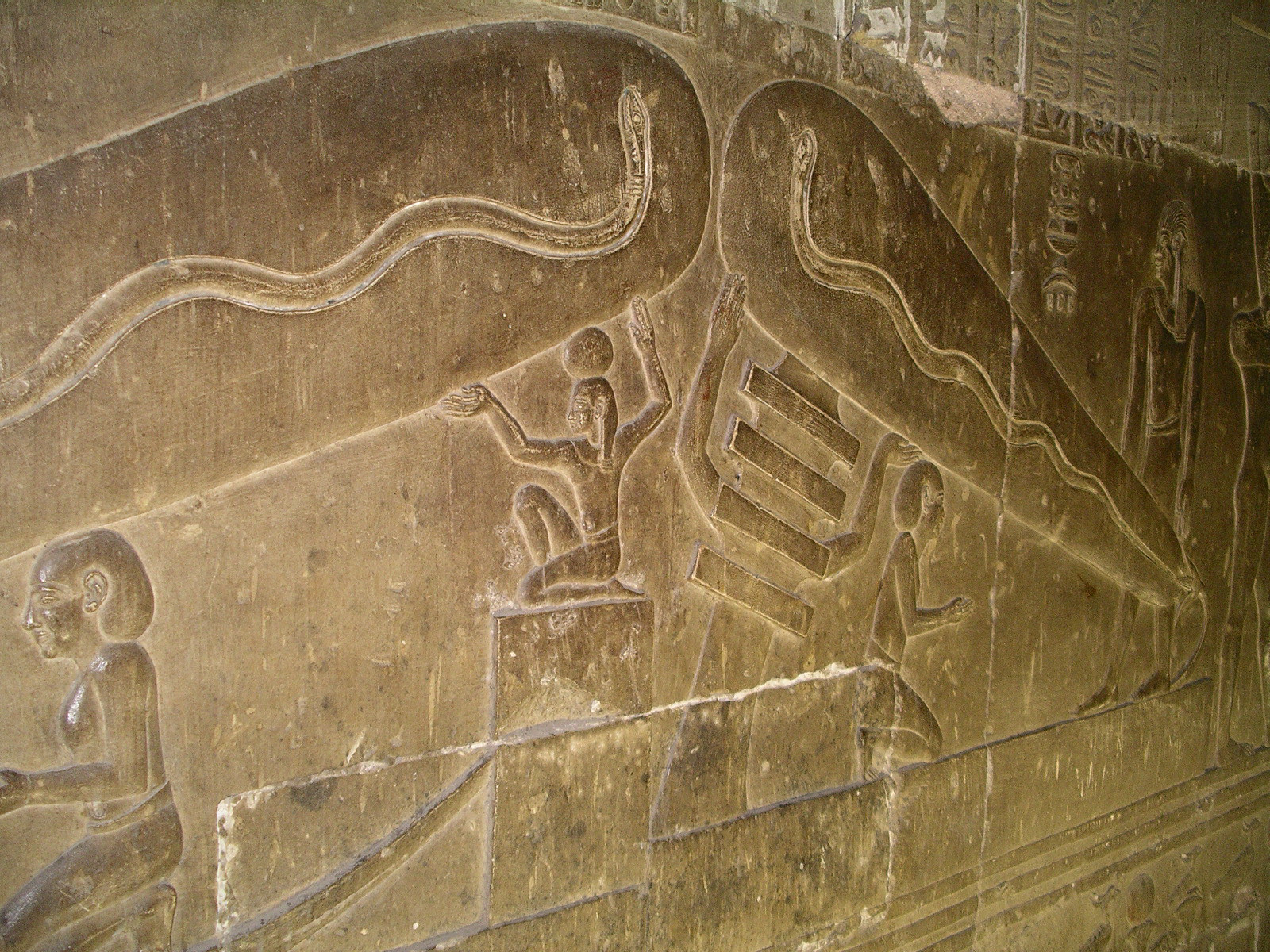
一対となるデンデラの電球のレリーフ

ハトホル神殿にあるレリーフは、デンデラの電球（英: Dendera light）として知られ、そのおよそ自然的要素から外れた命題のため、時に論争の的になる。エジプトのデンデラ神殿複合体のハトホル神殿にあるデンデラの電球の形象は、5つの石のレリーフから成る（一対の「電球」を含むものは2つ）。エジプト学者の見解では、レリーフは神話の描写であり、ジェド柱 (Djed pillar) と、ヘビを内側に産むハスの花のエジプト神話の様相を表しているという。
ジェド柱は、オシリス神の背骨としても解される安定の象徴である。彫刻においては、ジェド柱頂部を形成する4本の平らな筋が、あたかもジェドが背骨であるかのようであり、腕を伸ばした人間によって補助されている。ハスの花の内側にいるヘビを、腕が支える。
この解釈とは対照的に、それは実際に古代のエジプトの電球の描写であると主張する、 エジプト学者の見解から著しく外れる境界科学（非主流科学、フリンジ・サイエンス）の提言がある。その仮説では、よく似た現代の装置（例えばガイスラー管、クルックス管およびアーク灯〈Arc lamp〉など）との比較に基づき、それらのレリーフは古代エジプトの電気技術を描写したものとする。

## 見学
デンデラ神殿複合体は長い間、最も旅行者の訪れることが可能な古代エジプトの参詣場所の1つであった。かつては地下室から屋上まで複合体の事実上すべての部分を訪れることができた。しかし、ハトホル神殿の屋上の最も高い部分は2003年以来閉じられている。旅行者が先端にあまりにも近づき、女性が下の岩盤に落ちて死亡した後、屋上の2段目が2004年11月に閉じられた。